# Huequenia livida
Huequenia livida  (лат.) — вид жуков-усачей из подсемейства собственно усачей. Распространён в Чили. Кормовыми растениями являются араукария чилийская, Pinus contorta подвид murrayana, бразильская араукария и араукария Бидвилла.